# Mofreita
Mofreita ist ein Ort und eine ehemalige Gemeinde (Freguesia) im portugiesischen Kreis Vinhais. Die Gemeinde hatte 52 Einwohner (Stand 30. Juni 2011).
Am 29. September 2013 wurden die Gemeinden Mofreita, Soeira und Fresulfe zur neuen Gemeinde União das Freguesias de Soeira, Fresulfe e Mofreita zusammengeschlossen.